# Smithsonian
Smithsonian — американский ежемесячный журнал, издаваемый государственным Смитсоновским институтом (Вашингтон) с 1970 года. Сайт — Smithsonianmag.com. На 2013 год тираж 2,1 млн.
«Одно из самых популярных изданий страны», — называет его в 2013 году американская газета «Washington Post».
Первый редактор — Эдвард К. Томпсон (Edward K. Thompson).
В 1981—2001 гг. главред — Д. Мозер (Don Moser). При нём тираж журнала вырос до 2,2 млн.
Первую известность журнал получил благодаря размещаемым фотографиям.

## Известные авторы
- Richard Conniff
- Frank Deford
- Penn Gillette
- Jon Krakauer
- Джилл Лепор
- Franz Lidz
- Alan Lightman
- Джо Мерчант
- Маккалоу, Дэвид
- Susan Orlean[англ.]
- Nathaniel Philbrick[англ.]
- Теру, Пол